# キャンプ・ボニファス

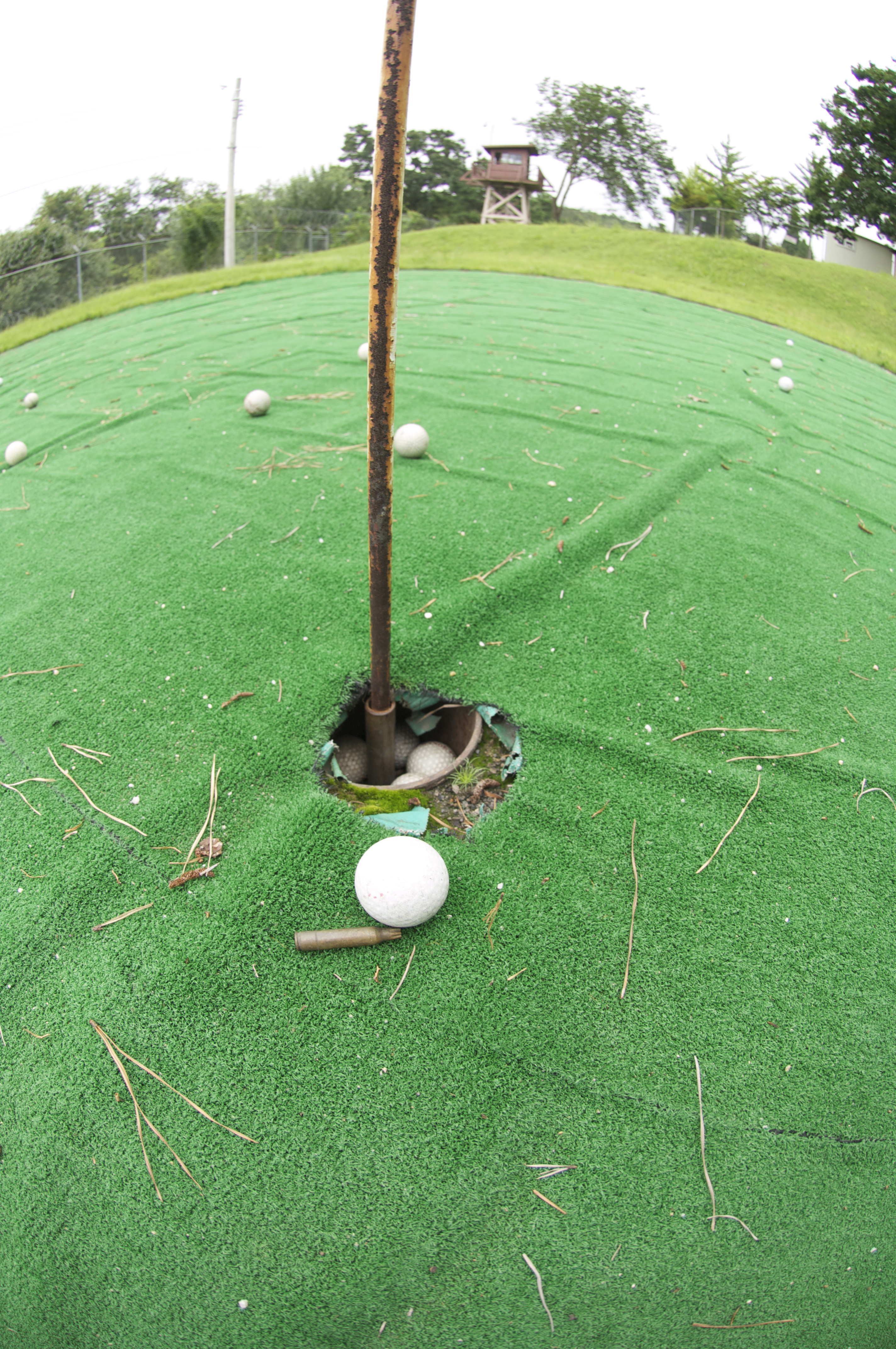
キャンプ・ボニファスにある「世界で最も危険なゴルフコース」

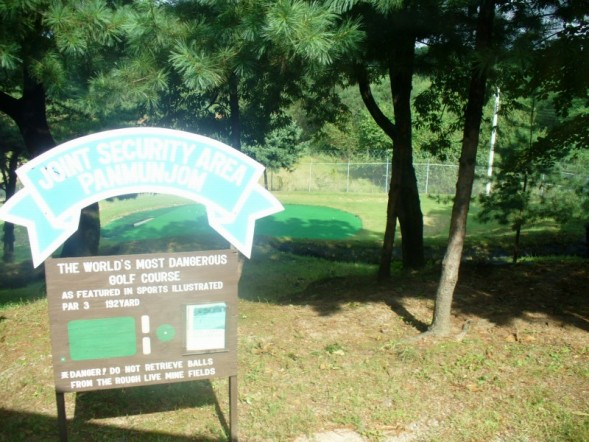
ゴルフ場の案内にも「世界で最も危険なゴルフコース」との説明がある

キャンプ・ボニファス（Camp Bonifas、朝鮮語：캠프 보니파스）は朝鮮半島軍事境界線沿いの共同警備区域（JSA）、板門店にある国連軍の軍事基地。軍事境界線の南側400メートルに位置し、非武装地帯の北側境界から2400メートルに位置する。旧名キャンプ・キティホーク（Camp Kitty Hawk）。2006年には国連軍より大韓民国に返還されている。
キャンプ・ボニファスは、共同警備区域の本拠地に当たり、その本来の任務は朝鮮戦争休戦協定の実施状況の監視にある。この他、非武装地帯とその周辺での国連軍の活動の見学ツアーの護衛にも当たっている。このキャンプには、非武装地帯や共同警備区域関連商品を扱うギフトショップもある。
近くで起きたポプラ事件で殉職したアーサー・ボニファス大尉（Arthur G. Bonifas；少佐に特進）を偲んで、1986年8月18日、キャンプ・ボニファスと改称。
ここには1ホール・パー3で人工芝のグリーンを持つゴルフコースがある。ここは三方を地雷原に囲まれており、アウト・オブ・バウンズになったボールが地雷を直撃し爆発させたこともあるため、スポーツ・イラストレイテッドに「もっとも危険なゴルフコース」と呼ばれている。
このキャンプは軍事基地としては極めて小規模であり、ワシントン・ポストのケヴィン・サリヴァンの1998年の報告では「いくつかの建物があり、周囲は三重の有刺鉄線で囲まれており、軍事境界線 から440ヤードの位置にある。少し大きめのボーイスカウトキャンプのようだ」と述べている。